# Aligot calçat
L'aligot calçat (Buteo lagopus), és un ocell rapinyaire de mitjana grandària, membre de la família dels accipítrids (Accipitridae). Nia en territoris boreals de la zona holàrtica. El seu estat de conservació es considera de risc mínim.

## Morfologia

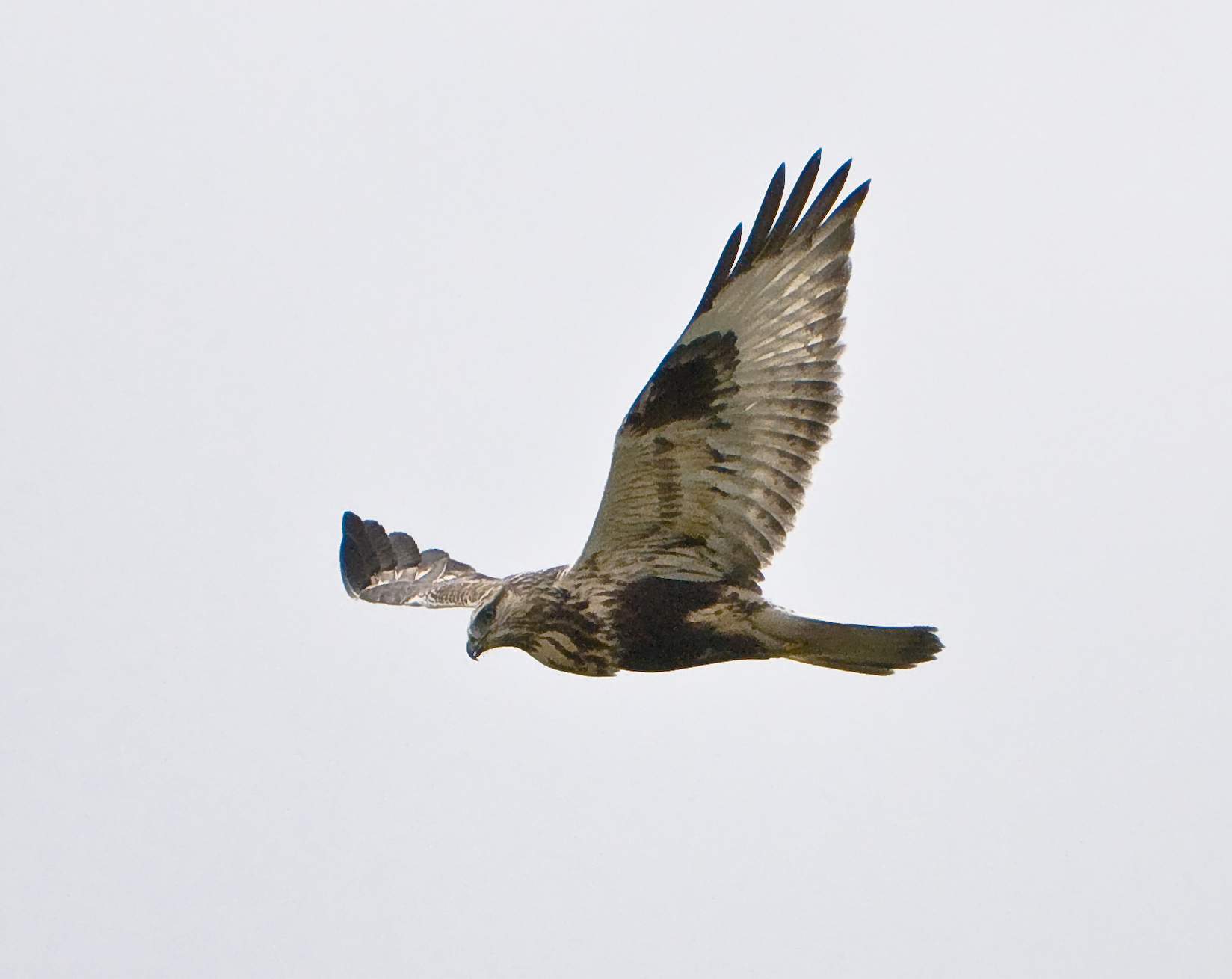
Aligot calçat en vol. S'observa l'abdomen fosc i les taques de l'angle flexor de l'ala.

- Fa 50 – 60 cm de llargària, 130 cm d'envergadura i 1 kg de pes. La femella és major que el mascle.
- Aspecte de rapinyaire amb les ales amples típiques del gènere Buteo. Al contrari que la resta dels aligots, té els tarsos emplomallats com una adaptació al medi àrtic.
- Els dits són curts amb relació a la seva grandària.
- El color del plomatge és variable, però en general són marrons per sobre i més pàl·lids per sota, amb una zona fosca a l'abdomen i unes taques fosques a l'angle flexor de l'ala, notable en vol.
- El cap sol ser clar i la cua és blanca amb una banda terminal fosca.
- En Canadà és freqüent una varietat de color completament fosca.

## Hàbitat i distribució
Cria a la taigà i també a la tundra, en Euràsia i Amèrica del Nord, per sobre dels 60 °N. Migra cap al sud en hivern, ocupant una àrea que va des de Gran Bretanya fins a l'illa japonesa d'Hokkaidō a través d'Europa Central, el Kazakhstan, Sibèria meridional i Manxúria i en Amèrica, Estats Units i zones adjacents de Mèxic i el Canadà.

## Reproducció
Fa els nius en terra, sobre elevacions del terreny, a penya-segats o als arbres, on pon 1 – 7 ous, en funció de la disponibilitat de preses.

## Alimentació
Caça en terreny obert, petits mamífers, sobretot rosegadors com ara els lemmings i també carronya.

## Subespècies
Se n'han descrit quatre subespècies:
- Buteo lagopus lagopus (Pontoppidan, 1763). Tundra i praderies d'Euràsia Septentrional. Hiberna en Europa i Àsia Occidental.
- Buteo lagopus menzbieri Dementiev, 1951. Nord-oest d'Àsia. Hiberna en Asia central, nord de la Xina i Japó
- Buteo lagopus kamtschatkensis Dementiev, 1931. Península de Kamtxatka. Hiberna en Àsia Oriental i Central.
- Buteo lagopus sanctijohannis Gmelin, 1788. Alaska i nord de Canadá. Hiberna fins al sud dels Estats Units.